# Mohamed Muizzu
Mohamed Muizzu  (* 15. června 1978, Male) je maledivský politik a inženýr, který je osmým prezidentem Malediv a od roku 2023 vůdcem koalice Progresivního kongresu. V letech 2012 až 2018 působil jako ministr pro bydlení, což z něj učinilo nejdéle sloužícího ministra pro bydlení v historii Malediv. Od roku 2021 až do své rezignace v roce 2023 byl starostou hlavního města Male.

## Život
Narodil se v Male. Vystudoval stavební inženýrství ve Spojeném království, doktorát dokončil v roce 2009 na Universitě v Leedsu. V roce 2012 byl jmenován ministrem pro bydlení a na tomto postu působil až do roku 2018. Poté se stal starostou Male.
Po uvěznění bývalého prezidenta Abdalláha Jamína na základě obvinění z korupce byl jako člen Národního lidového kongresu nominován prezidentským kandidátem. Jamín nebyl způsobilý kandidovat a proto byl vybrán jako jeho nástupce Muizzu. Ve volbách porazil úřadujícího prezidenta Ibráhíma Muhammada Suliha. Kromě toho v roce 2023 získal pozici vůdce koalice Progresivního kongresu a také vrchního velitele Maledivských národních obranných sil, čímž se stal prvním maledivským prezidentem v historii Malediv, který zastával takový počet funkcí. Dále působil od roku 2013 do roku 2018 jako vrchní viceprezident Maledivské rozvojové aliance, od roku 2010 do roku 2014 byl zástupcem vůdce Progresivní strany Malediv a generálním tajemníkem strany Adhaalath.
V maledivských prezidentských volbách v roce 2023 porazil Muizzu sedm kandidátů; v prvním kole získal 101 635 hlasů a ve druhém kole 129 159 hlasů. Jeho kampaň, označená jako Dhiveheenge Raajje (Národ Malediv), zdůrazňovala národní suverenitu, boj proti korupci a ekonomické reformy). Manifest obsahoval přísliby ukončení zahraniční vojenské přítomnosti a posílení infrastruktury a rozvoje bydlení. V maledivských parlamentních volbách v roce 2024 si Muizzuova strana ziskem 75 křesel zajistila nadpoloviční většinu v Lidovém Madžlisu (maledivském parlamentu) a překonala tehdejší většinu Maledivské demokratické strany (MDP), která dříve držela přes 60 křesel.